# یوداو
یوداو (به لاتین: Udau) یک منطقهٔ مسکونی در مالزی است که در ساراواک واقع شده‌است.

## خصوصیات
یوداو ۱۰۵ متر بالاتر از سطح دریا واقع شده‌است.